# Promessa del Redentore
La promessa del Redentore è la prima delle quindici "casse" che vengono portate a spalla durante la processione del Venerdì Santo che si svolge a Savona ogni due anni, negli anni pari.

## Caratteristiche
Si tratta di una scultura lignea del peso di 1300 kg circa, opera di Filippo Martinengo del 1777, conservata nell'oratorio dei Santi Giovanni Battista, Giovanni Evangelista e Petronilla. La "cassa" è portata a spalla da 24 portatori essendo una delle opere di maggiori dimensioni di tutto il corteo penitenziale. Il gruppo ligneo è di gusto neoclassico, costituito da sei figure principali attorniate da quattro angeli. Vi sono rappresentati Adamo ed Eva incatenati (simbolo del peccato) che stanno per essere liberati dagli angeli. Lo sguardo dei due progenitori è rivolto verso una donna vestita di bianco rappresentante la Fede che tiene in mano la croce. La donna si staglia, tra raggi di luce e teste di cherubini, al di sopra dell'albero della scienza del Bene e del Male. Un angelo tiene un libro aperto con scritto "Victoria Crucis", mentre un altro minaccia con una spada infuocata il serpente avvolto all'albero. Dietro, in un angolo, uno scheletro raffigurante la Morte, fugge disperato. L'intera opera fu restaurata nel 1998.